# Héctor Epalza Quintero
Héctor Epalza Quintero PSS (ur. 14 czerwca 1940 w Convención, zm. 2 lutego 2021 w Pereirze) – kolumbijski duchowny rzymskokatolicki, w latach 2004–2017 biskup Buenaventury.

## Życiorys
Święcenia kapłańskie przyjął 14 lipca 1965 i został inkardynowany do archidiecezji Cali. Pracował duszpastersko na terenie Cali, był także m.in. archidiecezjalnym dyrektorem Papieskich Dzieł Misyjnych, dyrektorem wydziału kurialnego ds. katechezy oraz wykładowcą seminarium i uniwersytetu w Cali. 30 stycznia 1989 dołączył do Stowarzyszenia Prezbiterów św. Sulpicjusza. Po dołączeniu do tegoż stowarzyszenia powierzano mu funkcje kierownicze w seminariach w Palmirze, Cúcuta i Manizales.
29 kwietnia 2004 został prekonizowany biskupem Buenaventury. Sakrę biskupią otrzymał 16 lipca 2004. 30 czerwca 2017 przeszedł na emeryturę.